# Москен
Москен (норв. Mosken) — маленький необитаемый скалистый остров в середине Лофотенских островов. Относится к норвежской коммуне Верёй. Площадь 1,5 км². Наивысшая точка — 385 м. У его северной оконечности находится знаменитый водоворот Мальстрем.
Москен — распространенная фамилия в Норвегии.

## Фауна
Здесь гнездятся такие виды птиц как хохлатый баклан, тонкоклювая кайра, северная и прямохвостая качурка, обыкновенная гага и обыкновенный чистик.

## Галерея
- Вид на Москен
- Вид на Москен
- Вид на Москен с моря
- Вид на Москен